# كأس الكؤوس الأوروبية 1990–91
كأس الكؤوس الأوروبية 1990–91 (بالإنجليزية: 1990–91 European Cup Winners' Cup)‏ هو موسم لـ  كأس الكؤوس الأوروبية، وأقيم في 1990، وأقيم خلال الفترة 19 أغسطس 1990، وحتى 15 مايو 1991، وبمشاركة  33 فريقاً، وفاز فيه مانشستر يونايتد، وهداف الدوري هو  روبرتو باجو  بإجمالي 9 هدفاً..

## ترتيب الهدافين
| اللاعب  | النادي      | عدد الأهداف |
| ------- | ----------- | ----------- |
| يوفنتوس | روبرتو باجو | 9           |